# Phaedrolosaurus
Phaedrolosaurus is een geslacht van vleesetende theropode dinosauriërs, behorend tot de groep van de Tetanurae, dat tijdens het vroege Krijt leefde in het gebied van de huidige Volksrepubliek China. De enige benoemde soort is Phaedrolosaurus ilikensis.

## Vondst en naamgeving
In 1964 werden er door het Institute of Vertebrate Paleontology and Paleoanthropology opgravingen verricht in de streek Wuerho in Xinjiang. Op vindplaats 64041 werd een rijke fossielhoudende laag aangetroffen waarin onder andere Wuerhosaurus en Dsungaripterus werden opgegraven. Bescheidener was de vondst van een enkele tand van een vrij kleine theropode.
In 1973 werd de tand door Dong Zhiming benoemd en beschreven als de typesoort Phaedrolosaurus ilikensis. De geslachtsnaam is afgeleid van het Oudgrieksse φαιδρός, phaidros, "uitgelaten van vreugde" of "huppelend", een verwijzing naar de beweeglijkheid van het dier. Hiervan werd een verkleinwoord gemaakt door er het Latijnse achtervoegsel ~olus aan toe te voegen, een verwijzing naar het vermeende kleine formaat. De geslachtsnaam als geheel betekent dus zoiets als "kleine huppelende sauriër". De soortaanduiding verwijst naar de Ilikeformatie waar indertijd de vindplaats toe gerekend werd.
Dong wees geen holotype aan. De enkele tand heeft het inventarisnummer IVPP V 4024-1. Hij is gevonden in een laag van de Lianmuginformatie die dateert uit het Aptien-Albien, ongeveer 112 miljoen jaar oud. Dong wees ook een gedeeltelijk onderbeen aan de soort toe, specimen IVPP V4024-2, en bracht dit weer in verband met een kuitbeen, dat deel uitmaakte van het materiaal van specimen IVPP V4025, het holotype van Tugulusaurus. Daarnaast wees hij een dijbeen aan de soort toe, specimen IVVP V4024-3. Geen van deze specimina komt uit dezelfde vindplaats. In 1977 maakte Hans-Dieter Sues de tand het lectotype omdat de diagnose erop gebaseerd was geweest. In 2005 concludeerden Xu Xing en Oliver Rauhut dat er te weinig verband bestaat tussen de bijkomende vondsten en de tand. De kuitbeenderen werden apart benoemd als de soort Xinjiangovenator parvus en de niet als diagnostisch beschouwde tand kreeg nu de status van een nomen dubium.

## Beschrijving
Het lectotype bestaat uit een tandkroon waarvan de punt is afgebroken met een bewaarde lengte van eenendertig millimeter. Michael Mortimer wees erop dat dit een lichaamslengte van zo'n zeven meter kan impliceren, zodat het dier zo klein nog niet is. Dong leidde de geringe grootte vooral af van de omvang van de ten onrechte toegewezen botten die duiden op een lengte van zo'n drie meter. De tand is vrij recht en toont slechts een kleine kromming naar achteren. Ook de achterrand is recht en de voorrand is licht naar achteren gebogen. De tand is kort, dik en stevig. De basis is ongeveer twee maal zo lang als de onbeschadigde hoogte. Het bovendeel is aan de buitenkant wat afgeplat. De achterrand is fijn gekarteld met veertien vertandingen per vijf millimeter. Van de voorrand is alleen de bovenste helft gekarteld.

## Fylogenie
Dong plaatste Phaedrolosaurus in de Dromaeosauridae. Inderdaad komt de tandvorm min of meer overeen met die van de dromaeosauriden. In ieder geval gaat het om een lid van de Tetanurae; de meeste onderzoekers verfijnen dat niet verder dan een Coelurosauria incertae sedis.